# 三遊亭圓生 (4代目)
四代目 三遊亭 圓生（さんゆうてい えんしょう、1846年8月 - 1904年1月27日）は、東京の落語家。本名∶立岩 勝次郎。橘家小圓喬は実の子である。

## 経歴
越前掘の石屋・越前屋宗次郎（一説には下谷大音寺前の石屋・武蔵屋とも）の次男に生まれ、父の姉の婚家である日本橋の幸手屋という小間物屋へ6歳の時に養子に貰われる。10代の頃に背負小間物の商いに出たが商売が性に合わず養家の勘当に遭い、西葛西の青戸の花屋伝次郎の方に預けられる。この隣家に住んでいたのが三遊亭圓朝の母の身寄りだったので、1864年に頼み込んで内弟子となって鯉朝の名を貰った。
たちまち頭角を現し22歳の時1867年師匠圓朝の前名二代目橘家小圓太を頂く。1872年には布団屋の一人娘に婿入りし一時期噺家を廃業するが、妻の布団屋の番頭業が嫌気がさし、芝居茶屋を始めるも失敗。
1874年に噺家に復帰し、翌1875年真打に昇進し三代目三遊亭圓喬を襲名して大看板を上げますます人気も上がる。1882年には大名跡の四代目三遊亭圓生を襲名。師匠圓朝亡き後は「三遊派」総帥を3年余り勤めた。
1902年には舌癌を発病し手術するも、翌1903年に再発し1904年1月27日に死去。享年59。墓は台東区大正寺に親子ともどもある。

## 人物
圓生は生前、五代目圓生は「圓生は品川(四代目橘家圓蔵)に継がせる」と語っていたが、圓蔵は圓生を襲名せずに亡くなり、五代目三遊亭圓生は圓生の孫弟子が襲名した。

## 芸歴
- 1864年 - 三遊亭圓朝に入門、「鯉朝」を名乗る。
- 1867年 - 「小圓太」を名乗る。
- 1872年 - 廃業。
- 1874年 - 噺家に復帰。
- 1875年 - 真打昇進、「三遊亭圓喬」を襲名。
- 1882年 - 「四代目三遊亭圓生」を襲名。

## 得意ネタ
師匠圓朝譲りの物が多い。その実力は師をして「落し噺はあいつのように軽くさらりとやらなくちゃァいけない。あたしは落とし噺ではあいつにはかなわない。」と言わしめるほどであった。

### 廓噺
- 木乃伊取り
- 三助の遊び
- 三枚起請

### 人情噺
- 文七元結
- 鰍沢

## 弟子
- 五代目橘家圓太郎
- 五代目司馬龍生
- 四代目橘家圓蔵
- 初代三遊亭圓若
- 橘家圓三
- 三笑亭芝楽
- 三代目三遊亭新朝
- 二代目三遊亭萬橘
- 五代目三遊亭新朝
- 七代目土橋亭里う馬
- 六代目朝寝坊むらく

### 色物
- 三遊亭桃生
- 橘家三好 - 音曲師
- 宝集家金之助 - 色物